# Nasi chłopcy
Nasi chłopcy (ang. Our Boys, heb. הנערים, translit. Ha-Ne'arim, dosł. "chłopcy") – izraelsko-amerykański miniserial, wyprodukowany przez izraelskie Keshet Studios i amerykańską telewizję HBO, wyświetlany przez HBO od 12 sierpnia do 7 października 2019. Przedstawia on wydarzenia, które doprowadziły do konfliktu w Strefie Gazy w 2014 roku. W Polsce serial emitowany jest od 13 sierpnia do 8 października 2019 na platformie internetowej HBO GO.

## Fabuła
Akcja Naszych chłopców toczy się w Izraelu. Fabuła produkcji nawiązuje do wydarzeń z 12 czerwca 2014 roku, kiedy trzej młodzi Izraelczycy – Naftali Frenkel, Gil-Ad Sza’ar i Ejal Jifrach – zostali porwani przez Palestyńczyków w okolicach Jerozolimy. Armia Obrony Izraela rozpoczęła operację „Brother’s Keeper”, której celem było odnalezienie porwanych. W jej wyniku 10 mieszkańców Zachodniego Brzegu zostało zabitych, a 300 aresztowanych. Odnalezienie martwych Izraelczyków doprowadziło w Izraelu do protestów i agresywnych ataków na Palestyńczyków. W trakcie rozruchów żydowscy osadnicy porwali palestyńskiego chłopca – Muhammada Abu Khdeira – i zabili go. Fabuła serialu koncentruje się na pracy Simona – oficera Szabaku (Służba Bezpieczeństwa Wewnętrznego Izraela), rodzinie Muhammada, losach niespełnionego studenta jesziwy Awiszaja Elbaza, działaniach izraelskiej policji oraz na losach bohaterów biorących udział we wspomnianych wydarzeniach. Porwanie, a następnie zabójstwo Muhammada sprowokowało Hamas, który rozpoczął ostrzał rakietowy terytorium Izraela ze Strefy Gazy, a izraelska armia rozpoczęła operację „Ochronny Brzeg”. Miniserial oprócz fabularyzowanych scen i wydarzeń wykorzystuje archiwalne materiały z izraelskich telewizyjnych serwisów informacyjnych.

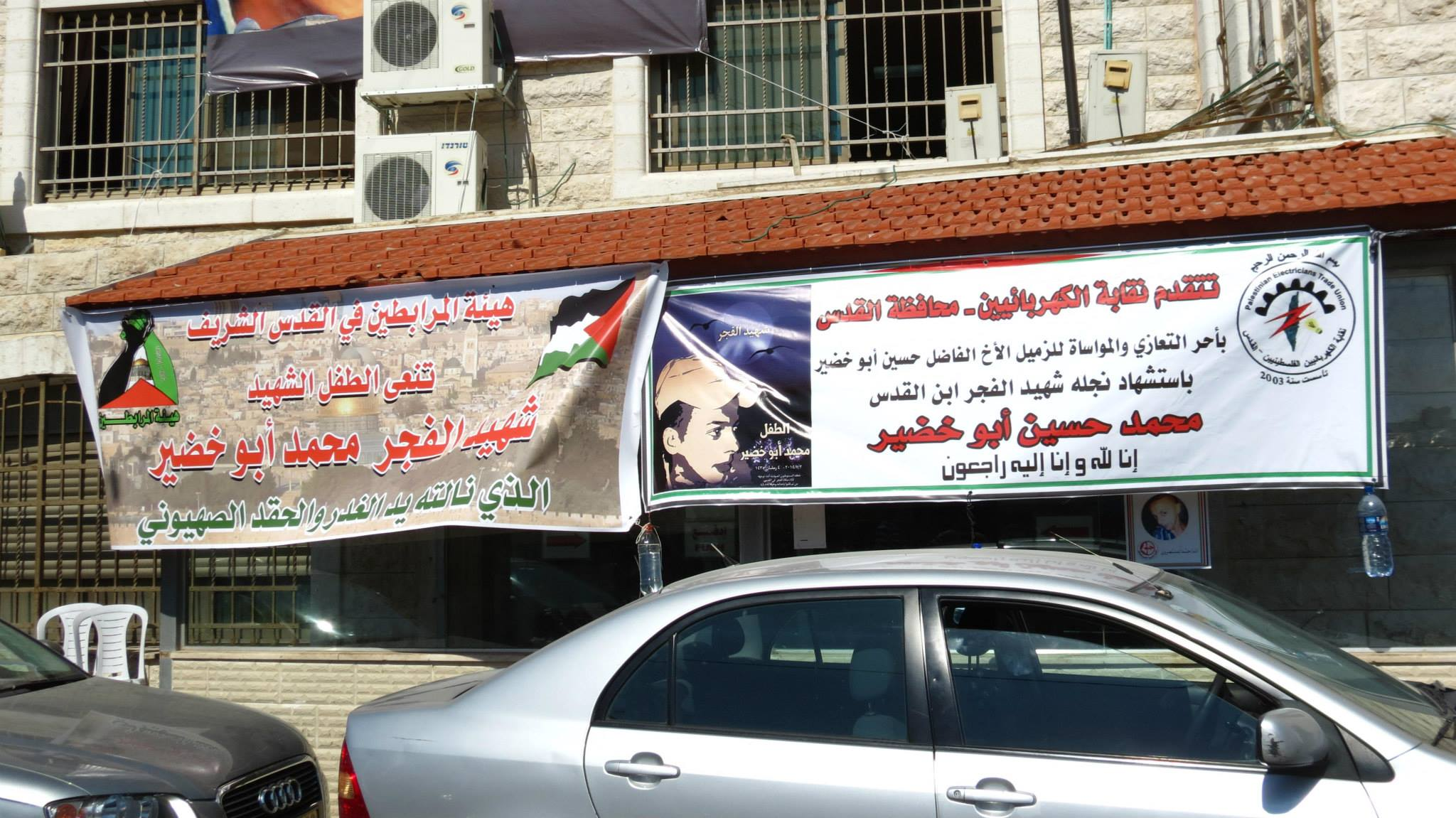
Plakaty ku czci Abu Khedira

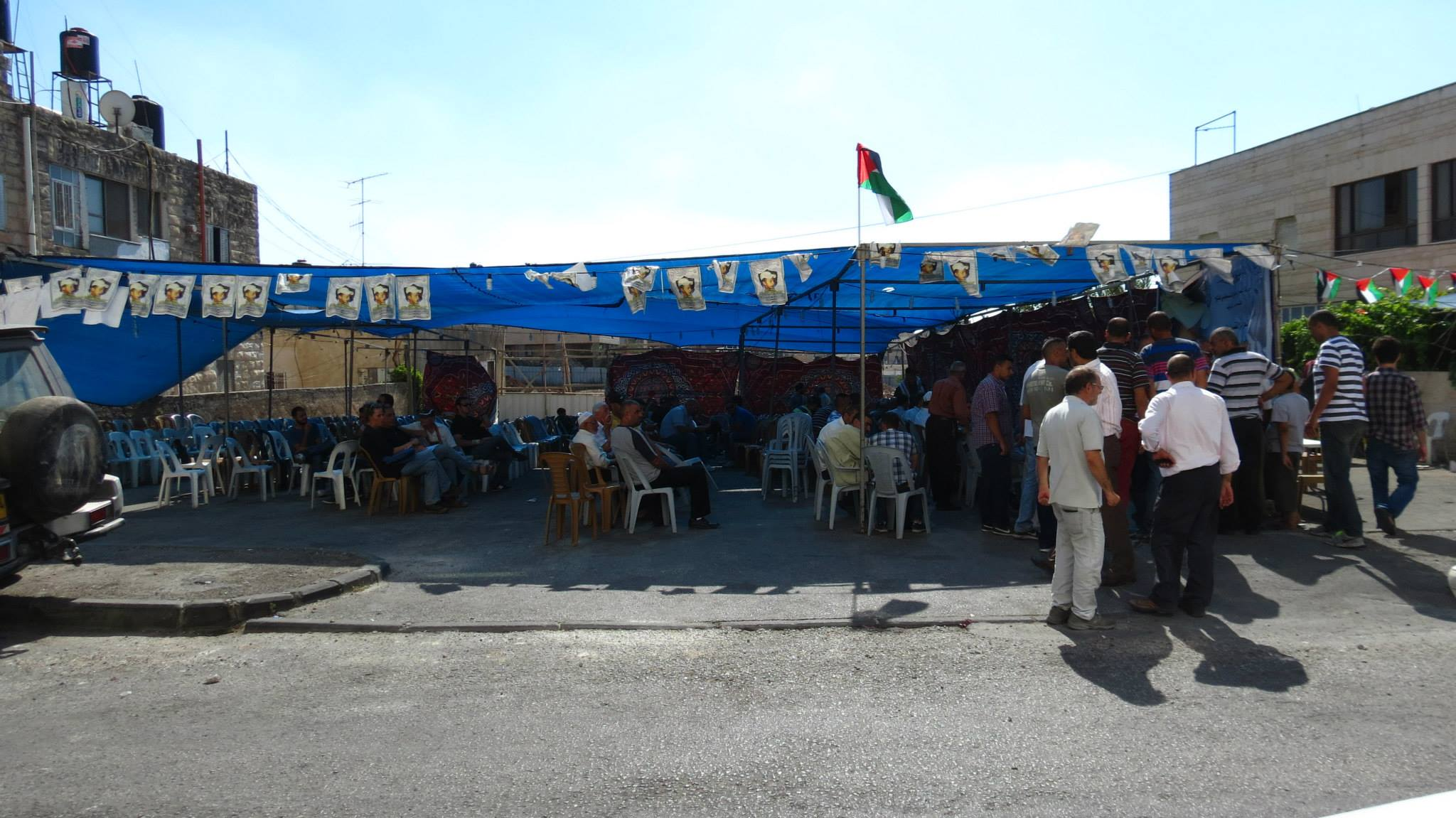
Namiot żałobny ku pamięci Abu Khedira we Wschodniej Jerozolimie

## Emisja
Miniserial powstał w ramach kooperacji amerykańsko-izraelskiej HBO i Keshet Studios. Premierowy odcinek Naszych chłopców miał miejsce 12 sierpnia w Stanach Zjednoczonych i Izraelu (platformy HOT i YES), a 13 sierpnia w Polsce na platformie HBO GO. W dniu premiery udostępniono dwa odcinki, a kolejne będą udostępnione użytkownikom co tydzień we wtorek. Telewizyjna emisja miniserialu w Polsce będzie miała miejsce na kanale HBO3 5 września 2019 roku. Serial ma mieć 10 odcinków.

## Obsada
Szlomi Elkabec – Simon (agent Szabaku),
Johnny Arbid – Hussein Abu Khedir,
Adam Gabaj – Awiszaj Elbaz (niespełniony student jesziwy),
Ruba Blal – Suha Abu Khedir (matka Muhammada),
Ja’akow Kohen – rabin Szalom Ben-Dawid,
Or Ben-Melech - Josef Chaim Ben-Dawid (syn rabina Szaloma)
Michael Aloni - Itzik
Lior Ashkenazi - Uri Korv
Shadi Mar'i - Eyad
Eyal Shikratzi - Yinon Edri.

## Odcinki
| Odcinek | Tytuł odcinka                                                 | Data emisji w Stanach Zjednoczonych | Data emisji w Polsce |
| ------- | ------------------------------------------------------------- | ----------------------------------- | -------------------- |
| 1       | Out of the Depth, I Cry to You (Z głębokości wołam do Ciebie) | 12 sierpnia 2019                    | 13 sierpnia 2019     |
| 2       | I Love Toto (Kocham Toto)                                     | 12 sierpnia 2019                    | 13 sierpnia 2019     |
| 3       | Two Packs of Red Next (Dwie paczki czerwonych Nextów)         | 19 sierpnia 2019                    | 20 sierpnia 2019     |
| 4       | The Dawn Martyr (Męczennik świtu)                             | 26 sierpnia 2019                    | 27 sierpnia 2019     |
| 5       | Shabbat Shalom (Szabat szalom)                                | 2 września 2019                     | 3 września 2019      |
| 6       | Acceptance of Silence (Śluby milczenia)                       | 9 września 2019                     | 10 września 2019     |
| 7       | Judging by its End (Po końcu należy sądzić)                   | 16 września 2019                    | 17 września 2019     |
| 8       | Defendants 2 and 3 (Oskarżeni 2 i 3)                          | 23 września 2019                    | 24 września 2019     |
| 9       | The Perfumer and the Tanner (Pachnidlarz i garbarz)           | 30 września 2019                    | 1 października 2019  |
| 10      | A Shaft Into a Dark Tunnel (Szyb mrocznego tunelu)            | 7 października 2019                 | 8 października 2019  |

## Opinie i kontrowersje
Izraelski "The Times of Israel" podaje, że decyzję o tym, żeby główną fabułę serialu o przyczynach konfliktu w Gazie skupić na porwaniu i zemście na Palestyńczyku skrytykowano w Izraelu. Rodzice zabitych Izraelczyków mieli uznać, iż zabójstwo Abu Khedira było potępione przez Państwo Izrael, z kolei śmierć tysięcy Żydów z rąk Autonomii Palestyńskiej jest wciąż przemilczana przez arabską ulicę. Chagaj Lewi, jeden z reżyserów, powiedział, że taki obraz był przedstawiony celowo, a zespół skupił się bardziej na motywach przygotowania zabójstwa Abu Khedira niż na męczeństwie strony izraelskiej. Dzięki temu uzyskano historię bólu, który przerodził się w zemstę. 
Jodi Rudoren z "The New York Times" oceniła, że w tamtym czasie dla Izraelczyków najważniejszymi wydarzeniami były poszukiwania porwanych chłopców oraz ich pogrzeby, kwestia spalenia żywcem nie była już w centrum uwagi mediów.
Z kolei izraelski "Israel ha-Jom" podał, że premier Binjamin Netanjahu wezwał do zbojkotowania produkcji, którą nazwał antysemicką. Premier uznał serial za międzynarodowe oszczerstwo Izraela oraz atak na izraelską demokrację. Dziennik podał informację jakoby 120 rodzin miało wystosować list do HBO z protestem przeciw zrównywaniu terroryzmu żydowskiego z palestyńskim.
Agencja monitorująca media CAMERA już po premierze trailera serialu wydała oświadczenie o tym, że fabuła serialu umniejsza zabójstwo trzech Izraelczyków i pozbawia go znaczenia dla Żydów. Co więcej, Ricki Hollander z CAMERY napisał: 

Większość trailera poświęcona jest krwiożerczym Żydom chcących zemsty, a sceny ich ukazujące zestawione są z pełnym sympatii obrazem ojca Abu Khedira. Trailer nie ukazuje żadnego współczucia dla izraelskich rodziców, których dzieci zostały zamordowane, nawet jeśli to morderstwo było narodową traumą

Dodatkowo "Israel ha-Jom" pisał o nieuzasadnionym zrównaniu morderstw. Według prezentowanych opinii to Hamas i Autonomia Palestyńską są stronami, którym zależy na eskalowaniu przemocy i nawoływaniu do zabijania.
Jak podał "Ha-Arec", izraelska Rada ds. Telewizji Kablowej i Satelitarnej odpowiedziała na liczne protesty i listy sprzeciwu wobec serialu i uznała, że nie widzi żadnych podstaw do tego, aby ingerować w wyświetlanie serialu w izraelskiej telewizji.
Krzysztof Sadowski z portalu "Kulturalne media" za największy atut serialu uznał grę aktorską i napisane role, co może zaskoczyć polskiego widza. Napisał, że jest to „trzymające w napięciu kino”.
Tomasz Gardziński z "Rozrywka Blog" również docenił grę aktorską i odwzorowanie uczuć oraz emocji towarzyszącym wydarzeniom z tamtego czasu. Wadą serialu może być, według autora, złożoność i różnorodność. Powoduje to, że czasami odcinki mogą dłużyć się widzowi, ale jednocześnie oglądający otrzymuje „wiarygodny i pełny obraz społeczeństwa Jerozolimy”. 
"Gazeta Wyborcza" zauważyła, że serial powoduje emocjonalne reakcje po stronie arabskiej i izraelskiej. Dla jednych to „żydowskie kłamstwa”, dla drugich „gloryfikacja arabskiego terroru”. Tematyka podejmowana przez twórców może doprowadzić do powrotu dyskusji i „rozdrapania świeżych ran” nad wydarzeniami z 2014 roku.  